# Movimento Reformador
O Movimento Reformador (em francês: Mouvement Réformateur, MR) é um partido político liberal da região francófona da Bélgica.
O partido foi fundado em 2002 como unificação de três diferentes partidos: o Partido Liberal Reformista, sucessor da secção francófona do Partido da Liberdade e Progresso; o Movimento dos Cidadãos pela Mudança e a Frente Democrática dos Francófonos. Esta unificação sucedeu-se, depois destes três partidos terem concorridos numa coligação eleitoral no final da década de 1990. Importa referir que, em 2010, a Frente Democrática dos Francófonos voltou a tornar-se um partido independente, após não concordarem com as negociações do MR para o governo regional de Bruxelas.
Ideologicamente, o partido define-se como liberal e apoiando o liberalismo económico, colocando-se no centro-direita do espectro político. De referir que, apesar de inicialmente também seguir uma linha liberal conservadora, o partido, recentemente, tem adoptados componentes do social liberalismo.
O MR tem como partido-irmão flamengo os Liberais e Democratas Flamengos e, a nível internacional, é membro do ELDR e da Internacional Liberal.

## Resultados eleitorais

### Eleições legislativas

#### Câmara dos Deputados
| Data | Votos   | %          | +/- | Deputados | +/-     | Status   |
| ---- | ------- | ---------- | --- | --------- | ------- | -------- |
| 1995 | 623 250 | 10,3 (5.º) |     | 18 / 150  |         | Oposição |
| 1999 | 630 219 | 10,1 (4.º) | 0,2 | 18 / 150  | Estável | Governo  |
| 2003 | 748 954 | 11,4 (6.º) | 1,3 | 24 / 150  | 6       | Governo  |
| 2007 | 835 073 | 12,5 (2.º) | 1,1 | 23 / 150  | 1       | Governo  |
| 2010 | 605 617 | 9,3 (4.º)  | 3,2 | 18 / 150  | 5       | Governo  |
| 2014 | 650 290 | 9,6 (5.º)  | 0,3 | 20 / 150  | 2       | Governo  |

#### Senado
| Data | Votos   | %          |     | Deputados | +/-     |
| ---- | ------- | ---------- | --- | --------- | ------- |
| 1995 | 672 798 | 11,2 (5.º) |     | 5 / 40    |         |
| 1999 | 654 961 | 10,6 (3.º) | 0,6 | 5 / 40    | Estável |
| 2003 | 795 757 | 12,2 (5.º) | 1,6 | 5 / 40    | Estável |
| 2007 | 815 755 | 12,3 (3.º) | 0,1 | 6 / 40    | 1       |
| 2010 | 599 618 | 9,3 (5.º)  | 3,0 | 4 / 40    | 2       |

### Eleições regionais

#### Valónia
| Data | Votos   | %          | +/- | Deputados | +/- | Status   |
| ---- | ------- | ---------- | --- | --------- | --- | -------- |
| 1995 | 447 542 | 23,7 (2.º) |     | 19 / 75   |     | Oposição |
| 1999 | 470 454 | 24,7 (2.º) | 1,0 | 21 / 75   | 2   | Governo  |
| 2004 | 478 999 | 24,3 (2.º) | 0,4 | 20 / 75   | 1   | Oposição |
| 2009 | 469 792 | 23,4 (2.º) | 0,9 | 19 / 75   | 1   | Oposição |
| 2014 | 540 438 | 26,7 (2.º) | 3,3 | 25 / 75   | 6   | Oposição |

#### Bruxelas
| Data                          | Votos   | %          | +/- | Deputados | +/- | Status   |
| ----------------------------- | ------- | ---------- | --- | --------- | --- | -------- |
| 1995                          | 144 478 | 35,0 (1.º) |     | 28 / 75   |     | Governo  |
| 1999                          | 146 845 | 34,4 (1.º) | 0,6 | 27 / 75   | 1   | Governo  |
| Resultados da área francófono |         |            |     |           |     |          |
| 2004                          | 127 122 | 32,5 (2.º) |     | 25 / 72   | 2   | Oposição |
| 2009                          | 121 905 | 29,8 (1.º) | 2,7 | 24 / 72   | 1   | Oposição |
| 2014                          | 94 243  | 23,0 (2.º) | 6,8 | 18 / 72   | 6   | Oposição |

### Eleições europeias

#### Resultados referentes ao colégio francófono
| Data | Votos   | %          |     | Deputados | +/-     |
| ---- | ------- | ---------- | --- | --------- | ------- |
| 1994 | 541 724 | 24,3 (2.º) |     | 3 / 10    |         |
| 1999 | 624 445 | 27,0 (1.º) | 2,7 | 3 / 10    | Estável |
| 2004 | 671 422 | 27,6 (2.º) | 0,6 | 3 / 9     | Estável |
| 2009 | 640 092 | 26,1 (2.º) | 1,5 | 2 / 8     | 1       |
| 2014 | 660 118 | 27,1 (2.º) | 1,0 | 3 / 8     | 1       |